# فورت میزری (آریزونا)
فورت میزری (به انگلیسی: Fort Misery) یک منطقهٔ مسکونی در ایالات متحده آمریکا است که در آریزونا واقع شده‌است. فورت میزری ۱٬۳۲۷ متر بالاتر از سطح دریا واقع شده‌است.